# Thomas J. McCarthy Murphy
Pour les articles homonymes, voir Thomas Murphy et Murphy.
Thomas J. McCarthy Murphy (1861-1933) est un homme politique de la Colonie de Terre-Neuve. Il est député de la circonscription terre-neuvienne de St. John's East à Chambre d'assemblée de Terre-Neuve-et-Labrador de 1886 à 1894 et de 1897 à 1904.

## Biographie
Né à Saint-Jean dans la Colonie de Terre-Neuve, Murphy est éduqué au Saint Bonaventure's College (en). Il étudie également le droit avec John H. Boone et est admis au barreau en 1886. 
Il tente sans succès d'être élu représentant de Harbour Main en 1885, mais parvient à obtenir le siège de St. John's East lors d'une élection partielle en 1886. Défait en 1894, il parvient à reprendre le siège en 1897.
Murphy sert aussi comme procureur de la couronne et membre de la Commission sur les Pêches et gouverneur de la Caisse d'épargne. En 1904, il devient vice ministre de la justice et conserve le poste jusqu'en 1907, moment où il retourne à la pratique du droit.